# Rinčinbal
Rinčinbal (mongolsky Ринчинбал, čínsky v českém přepisu I-lin-č'-pan, pchin-jinem Yìlínzhìbān, znaky 懿璘质班, 1. května 1326 – 14. prosince 1332) byl od října 1332 císařem říše Jüan a velikým chánem mongolské říše. Dva měsíce po nastoupení na trůn zemřel.

## Život
Rinčinbal byl druhý syn Chošily, roku 1329 císaře říše Jüan, a Najmanky Babušy. Narodil se ve střední Asii, v Čagatajském chanátu, kam uprchl jeho otec za vlády Jesün Temüra .
Roku 1328 Jesün Temür zemřel, jeho syna Ragibaga vzápětí svrhli stoupenci bratrů Chošily a Tug Temüra v čele s El Temürem. Císařem se stal Tug Temür, přítomný v Číně, El Temür stanu v čele vlády. Po návratu ze střední Asie v únoru 1329 nastoupil na císařský trůn Chošila. Avšak už v srpnu téhož roku zemřel, údajně otrávený El Temürem. Poté se Tug Temür opět stal císařem. Rinčinbal dostal titul knížete z Fu.
V lednu 1331 Tug Temür jmenoval následníkem trůnu svého nejstaršího syna Aratnadaru. K zabezpečení nástupnictví byla předtím Rinčibalova matka Babuša popravena a jeho starší bratr Togon Temür poslán do Koreje. Aratnadara však měsíc po svém jmenování zemřel.
Tug Temür zemřel v září 1332. Měl syna El Tegüse, ale na smrtelné posteli údajně litoval osudu svého bratra Chošily a přál si ustanovit novým císařem staršího Chošilova syna Togon Temüra namísto svého vlastního. El Temür, stojící v čele vlády, odmítl Togon Temürův nástup na trůn. Byl totiž podezřelý z otrávení Chošily a obával se odplaty. Nicméně Tug Temürova vdova Budaširi požadovala respektování vůle zemřelého a tak byl zvolen kompromis – císařem se stal šestiletý Rinčinbal. Zatímco Togon Temür byl držen daleko od metropole, Rinčinbal žil v Chánbalyku. Oficiálně nastoupil na trůn 23. října 1332, ale zemřel už po dvou měsících, 14. prosince.
El Temür opět žádal Budaširi o souhlas s povýšením na císaře jejího a Tug Temürova syna El Tegüse, ale byl opět odmítnut. Poté neměl na výběr a nezbylo mu než povolat z Kuang-si Togon Temüra. Bránil však jeho korunovaci až do své smrti v létě 1333. Togon Temür se stal císařem 19. července 1333.